# 罗美人
罗美人（?—?），中国南北朝南朝宋文帝刘义隆的妃嫔，被封为美人。
罗美人在南朝宋元嘉二十五年（448年），生刘义隆第十九子刘休若，刘休若被封为巴陵王。泰始三年正月癸卯（467年2月10日），刘休若因亵黩，降号镇西将军。宋明帝使罗美人杖责刘休若三百下。